# 주온두라스 중화민국 대사관
주온두라스 중화민국 대사관(중국어: 中華民國駐宏都拉斯大使館, 스페인어: Embajada de la República de China (Taiwán) en Honduras, 영어: Embassy of the Republic of China (Taiwan) in Honduras)은 중화민국 정부가 온두라스의 수도인 테구시갈파에 설치했던 대사관이다. 1957년에 개설되었으나 2023년에 온두라스와 중화민국 간의 외교 관계가 단절되면서 폐쇄되었다.

## 역사
1941년 4월 9일에 중화민국과 온두라스 양국 간의 외교 관계가 수립되면서 주파나마 중화민국 공사관이 겸임하는 방식으로 양국 간의 공사 교환이 시작되었다. 1957년 6월에 테구시갈파에 상주하는 주온두라스 중화민국 공사관이 개설되었고, 1962년에는 중화민국의 특명전권공사가 공사관에 상주를 개시하였다. 1965년 5월 20일에 주중화민국 온두라스 공사관과 상호 승격하는 방식으로 주온두라스 중화민국 대사관이 설립되었다. 1997년 12월에는 산페드로술라에 총영사관이 개설되었다.
그러나 2023년 3월 14일에 시오마라 카스트로 온두라스 대통령이 중화인민공화국과의 외교 관계 수립을 준비하라는 지시를 내렸고, 3월 22일에는 에두아르도 엔리케 레이나(Eduardo Enrique Reina) 온두라스 외무장관이 중화인민공화국을 방문했다. 이에 중화민국 외교부는 3월 23일에 장쥔페이(張俊菲) 주온두라스 대사를 본국으로 소환했다. 3월 26일에 온두라스 외무부가 공식 트위터 계정을 통해 중화인민공화국과의 외교 관계 수립을 위하여 중화민국과의 외교 관계를 단절한다고 밝히자 중화민국 외교부도 온두라스와의 외교 관계를 단절하고 주온두라스 대사관도 폐쇄한다고 밝혔다.

## 같이 보기
- 중화민국 외교부
- 주산페드로술라 중화민국 총영사관